# El cambista y su mujer (Quentin Massys)
El cambista y su mujer es quizá la obra más conocida de Quentin Massys. Es un óleo sobre tabla que mide 71 cm de alto y 68 cm de ancho. Data del año 1514 y se conserva en el Museo del Louvre de París.
Se trata de una de las primeras escenas de género de la historia del arte. Se representa el taller u oficina de un cambista. El marido está pesando monedas, y su mujer le mira, más interesada en el dinero que en el libro de devoción que tiene entre las manos. 

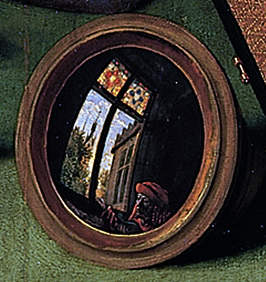
Fragmento de la obra: un espejo muestra «el exterior» del cuadro.

En esta pareja se representa el conflicto insinuado sutilmente entre la avaricia y la oración; en la producción de Massys, ilustra la introducción de una nueva nota satírica en sus pinturas. El estilo recuerda al de los primitivos flamencos, aunque la figura humana ha ganado en monumentalidad.
Los objetos detallados componen un auténtico bodegón, como se ve en el libro ilustrado, jarrones, oro y joyas, además del espejo que hay en el primer plano. Produce el efecto de ilusión sobre el reflejo de algo que supuestamente queda en las afueras del cuadro. Este detalle, que permite mostrar el virtuosismo del pintor, apareció en otras pinturas flamencas precedentes como El matrimonio Arnolfini, el Díptico de la Virgen con Maarten van Nieuwenhove o Un orfebre en su taller.